# Detlef Graf von Schwerin
Detlef Ulrich Heinrich Graf von Schwerin von Schwanenfeld (* 13. Juni 1944 in Göhren bei Woldegk) ist ein deutscher Historiker und Polizeipräsident i. R. Zuletzt war er Leiter des Zentrums für Zeitgeschichte der Polizei an der Fachhochschule der Polizei des Landes Brandenburg.

## Familie
Detlef war einer von fünf Söhnen aus der Ehe von Marianne, geborene Sahm (1907–1988), und Ulrich Wilhelm Graf Schwerin von Schwanenfeld (1902–1944). Er wuchs in Lüneburg und Heidelberg auf. Nach dem Scheitern des Attentats gegen Hitler am 20. Juli 1944, an dem sein Vater Ulrich Wilhelm maßgeblich beteiligt war, wurde die Familie verhaftet und auseinandergerissen. Zwei seiner Brüder starben noch im Kindesalter; die beiden anderen Brüder sind der Autor und Verleger, Christoph Graf von Schwerin, und der Land- und Forstwirt sowie ehemalige Präsident der Johanniter-Unfall-Hilfe, Wilhelm Graf Schwerin.
Großvater väterlicherseits war der Diplomat Ulrich Carl Wilhelm Graf von Schwerin (1864–1930), die Großmutter Freda Elisabeth Helene Gräfin von Schwerin, geborene v. Bethmann-Hollweg (1876–1959). Der Großvater mütterlicherseits, Heinrich Sahm (1877–1939), war bis 1931 Senatspräsident von Danzig. Als Oberbürgermeister von Berlin wurde er 1935 von den Nazis abgesetzt und als Gesandter nach Oslo geschickt.

## Leben
Detlef von Schwerin studierte Neuere Geschichte und Politische Wissenschaften in München, Berlin, Konstanz, Heidelberg und Princeton (USA). Von 1969 bis 1971 trug er das Material für seine Promotionsarbeit in London (England) und Indien zusammen, die ein Beitrag im durch die Deutsche Forschungsgemeinschaft und das Südasien-Institut Heidelberg getragenen Sonderforschungsbereich 16 (Südostasienforschung) wurde. 1974 wurde er bei Dietmar Rothermund an der Philosophisch-Historischen Fakultät der Universität Heidelberg mit der Dissertation Von Armut zu Elend. Kolonialherrschaft und Agrarverfassung in Chota Nagpur, 1858–1908 zum Dr. phil. promoviert.
Von 1975 bis 1990 arbeitete er in der technischen Entwicklungszusammenarbeit mit Stationen im Entwicklungsprogramm der Vereinten Nationen (UNDP) in New York (USA), Dienste in Übersee, einer Arbeitsgemeinschaft evangelischer Kirchen, in Stuttgart und beim Deutschen Entwicklungsdienst (DED) in Berlin und Kathmandu (Nepal).
Von 1991 bis 2002 war er Polizeipräsident von Potsdam. Von 2007 bis 2009 war er Leiter des Zentrums für Zeitgeschichte der Polizei an der Fachhochschule der Polizei des Landes Brandenburg in Oranienburg.
Detlef Graf von Schwerin lebt mit seiner Frau Kerrin geb. Dittmer, einer Historikerin, in Berlin sowie auf dem 1997 wiedererlangten Familienbesitz Bülowssiege in der Uckermark, für dessen Sanierung sie 2013 den brandenburgischen Denkmalpflegepreis erhielten.

## Schriften (Auswahl)
- Von Armut zu Elend. Kolonialherrschaft und Agrarverfassung in Chota Nagpur, 1858–1908 (= Beiträge zur Südasienforschung. Bd. 31). Steiner, Wiesbaden 1977, ISBN 3-515-02407-7.
- Die Jungen des 20. Juli 1944. Brücklmeier, Kessel, Schulenburg, Schwerin, Wussow, Yorck. Verlag der Nation, Berlin 1991, ISBN 3-373-00469-1.
- „Dann sind's die besten Köpfe, die man henkt“. Die junge Generation im deutschen Widerstand. Piper, Berlin 1991, ISBN 3-373-00469-1. (2. Auflage 1994)
- mit Ute Bleich: Fürstenwerder und das Dominium. Eine uckermärkische Mediatstadt (1648–1854) (= Schriftenreihe des Uckermärkischen Geschichtsvereins Prenzlau e.V., Ortsgruppe Fürstenwerder. H. 4). Verlag für Berlin-Brandenburg, Berlin 2007, ISBN 978-3-86650-631-2.
- Stauffenberg und die junge Generation im deutschen Widerstand (= Stuttgarter Stauffenberg-Gedächtnisvorlesung. 2008). Wallstein, Göttingen 2009, ISBN 978-3-8353-0579-3.